# Kjell Eugenio Laugerud García
Kjell Eugenio Laugerud García (ur. 24 stycznia 1930, zm. 9 grudnia 2009) - gwatemalski generał i polityk, w latach 1970-1974 minister obrony i szef sztabu sił zbrojnych, w latach 1974-1978 prezydent Gwatemali z ramienia Ruchu Wyzwolenia Narodowego-Partii Instytucjonalno-Demokratycznej.